# Cleora fraterna
Cleora fraterna är en fjärilsart som beskrevs av Moore 1888. Cleora fraterna ingår i släktet Cleora och familjen mätare. Inga underarter finns listade i Catalogue of Life.

## Bildgalleri

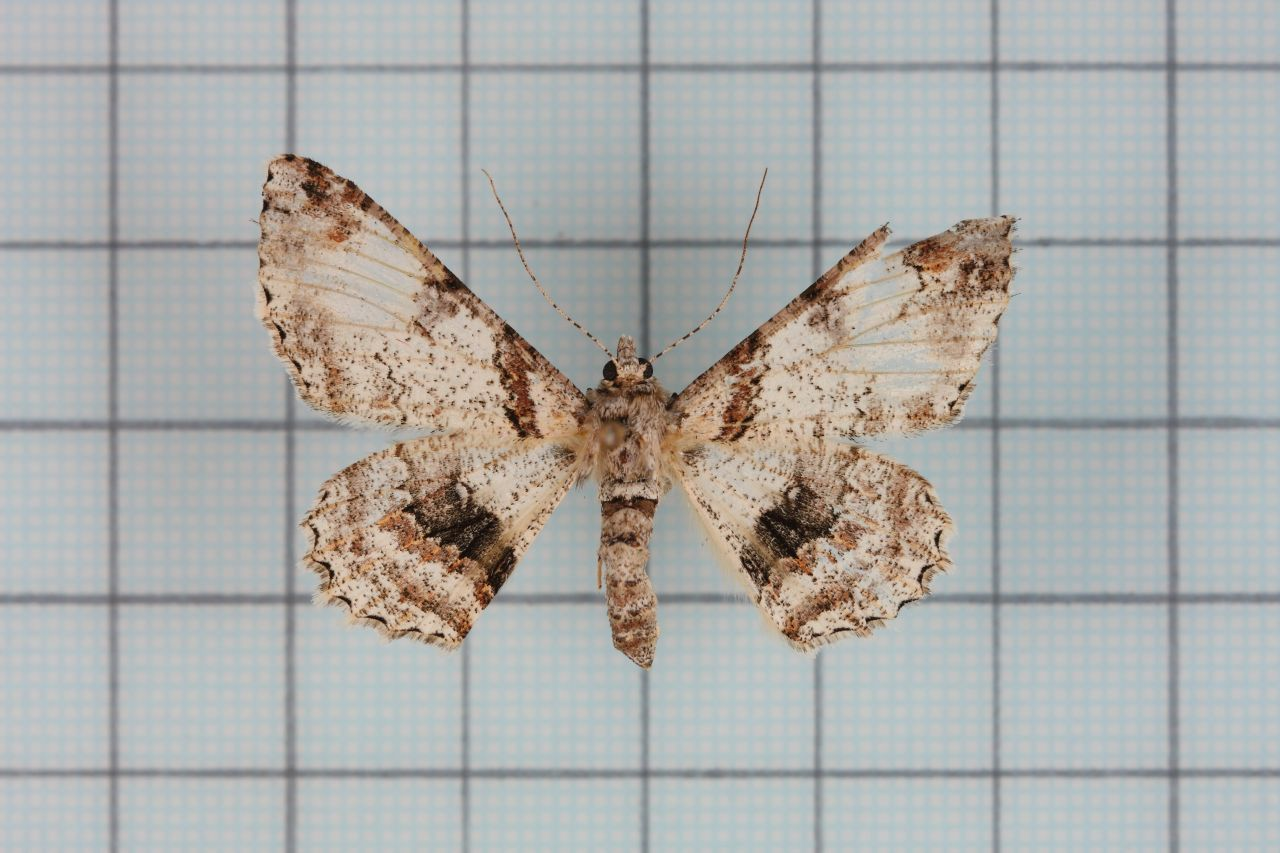
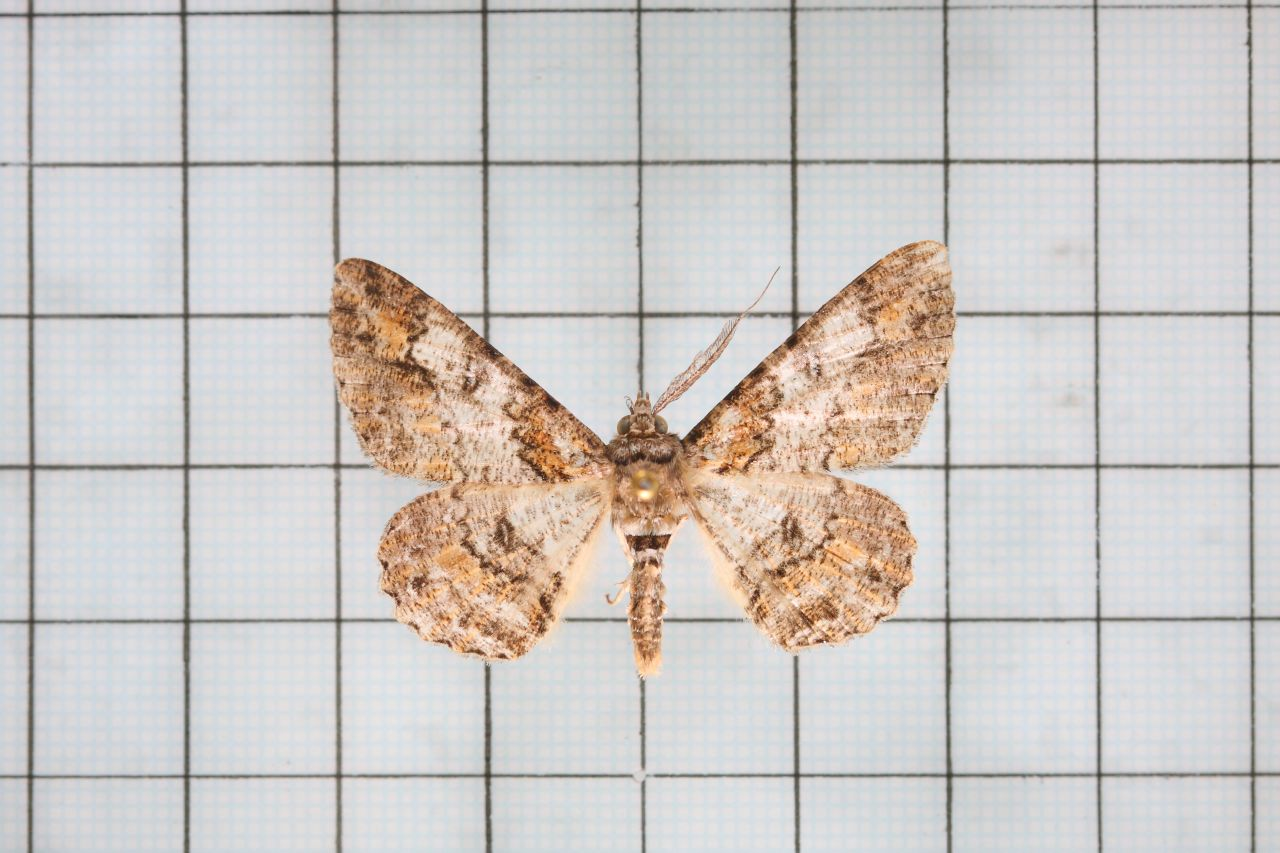
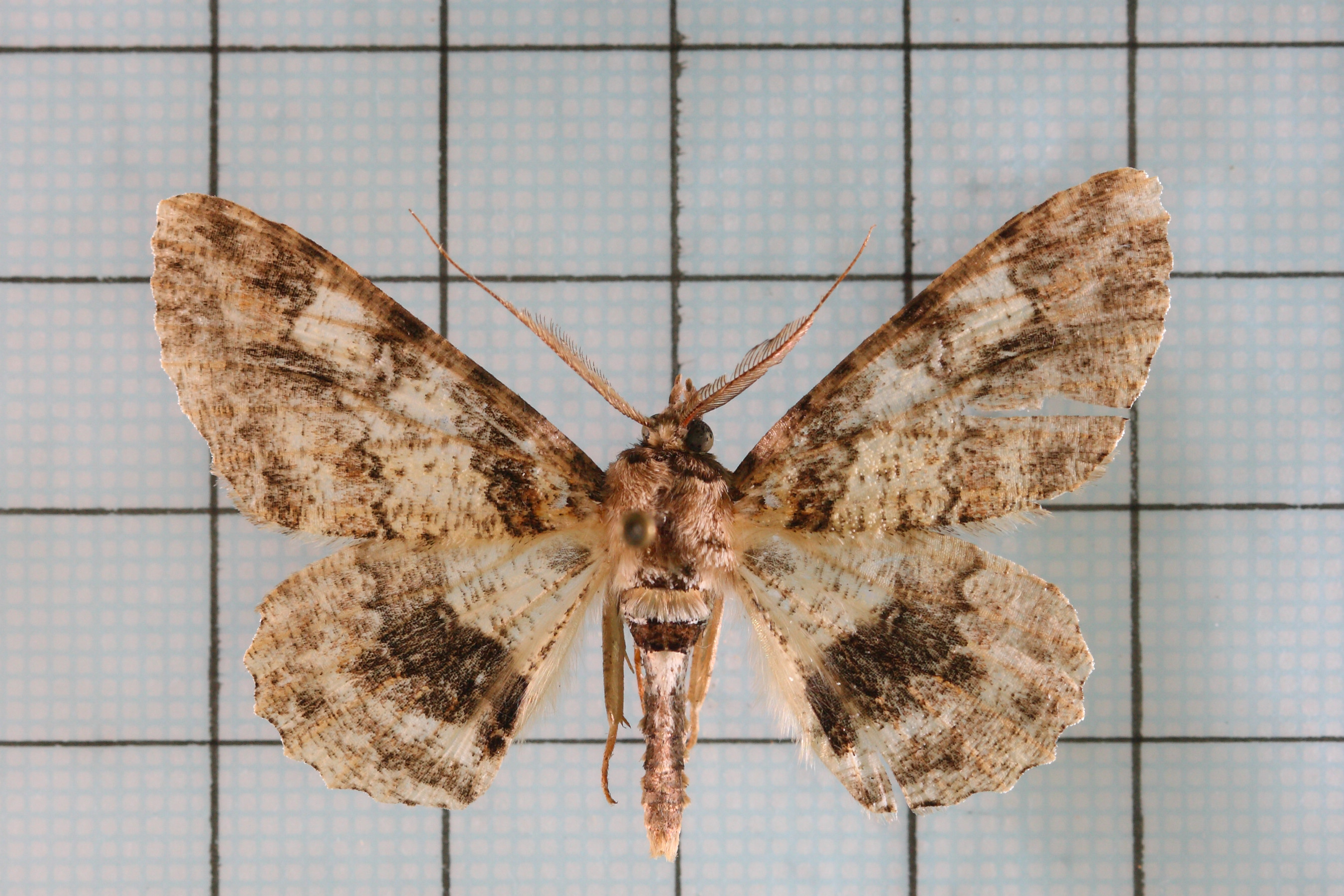